# Ilya Kharun
Ilya Kharun, född 7 februari 2005 i Montréal, är en kanadensisk simmare.

## Karriär
Kharun föddes i Kanada men flyttade som ung till USA med sin familj. Kharun blev uttagen i USA:s trupp till Junior Pan Pacific Swimming Championships 2022, men kunde inte deltaga då det framkom att han inte hade amerikanskt medborgarskap.
I december 2022 gjorde Kharun sin internationella mästerskapsdebut tävlande för Kanada vid kortbane-VM i Melbourne. Individuellt tog han silver och noterade nytt juniorvärldsrekord samt kanadensiskt rekord på 100 meter fjärilsim, slutade på 8:e plats och noterade nytt kanadensiskt rekord på 200 meter fjärilsim samt slutade på 9:e plats och noterade nytt juniorvärldsrekord samt kanadensiskt rekord på 50 meter fjärilsim. Kharun var även en del av Kanadas kapplag som tog brons och noterade nytt kanadensiskt rekord på 4×50 meter mixed medley.